# پیر جوزف گیوم زیمرمن
پیر جوزف گیوم زیمرمن (انگلیسی: Pierre-Joseph-Guillaume Zimmerman; ۱۹ مارس ۱۷۸۵ – ۲۹ اکتبر ۱۸۵۳) آهنگساز، نوازنده پیانو، و مربی موسیقی اهل فرانسه بود.